# Catherine Aird
Catherine Aird, nom de plume di Kinn Hamilton McIntosh (Huddersfield, 20 giugno 1930 – Huddersfield, 21 dicembre 2024), è stata una scrittrice britannica di romanzi polizieschi.

## Biografia
Kinn Hamilton McIntosh nasce il 20 giugno 1930 a Huddersfield, nel West Yorkshire.
Dopo gli studi alla Greenhead High School e alla Waverly School, si ammala gravemente e, una volta guarita, inizia a lavorare nello studio medico del padre.
Il suo primo romanzo, The Religious Body, esce nel 1966 ed introduce l'ispettore Christopher Dennis “Seedy” Sloan che insieme al detective Crosby saranno protagonisti di più di venti romanzi. 
Socia del Detection Club e a capo della Crime Writers' Association dal 1990 al 1991, ha ricevuto nel 2015 il Cartier Diamond Dagger alla carriera.
Laureata honoris causa all'Università del Kent e insignita dell'onorificenza dell'Ordine dell'Impero Britannico, ha vissuto nel Kent.

## Opere principali

### Serie Sloan & Crosby
- The Religious Body (1966)
- Henrietta N.N (Henrietta Who?, 1968), Milano, Il Giallo Mondadori N. 1039, 1968
- The Complete Steel (1969) (altro titolo The Stately Home Murder)
- A Late Phoenix (1971)
- His Burial Too (1973)
- Slight Mourning (1975)
- Parting Breath (1977)
- Some Die Eloquent (1979)
- Passing Strange (1980)
- Last Respects (1982)
- Harm’s Way (1984)
- A Dead Liberty (1986)
- The Body Politic (1990)
- A Going Concern (1993)
- After Effects (1996)
- Stiff News (1999)
- Little Knell (2001)
- Amendment of Life (2003)
- Hole in One (2005)
- Losing Ground (2007)
- Past Tense (2010)
- Dead Heading (2013)
- Learning Curve (2016)

### Racconti
- Injury Time (1994)
- Chapter and Hearse: And Other Mysteries (2004)
- Last Writes (2014)

### Altri romanzi
- A Most Contagious Game (1967)

### Saggi
- The Oxford Companion to Crime and Mystery Writing (1999)
- Mystery Voices: Interviews with British Crime Writers (1991)

## Filmografia
- Nel mirino della morte (De prooi), regia di Vivian Pieters (1985) (soggetto)

## Premi e riconoscimenti
- Cartier Diamond Dagger: 2015 alla carriera